# 51 Геркулеса
51 Геркулеса (лат. 51 Herculis, HD 152326) — двойная звезда в созвездии Геркулеса на расстоянии приблизительно 716 световых лет (около 220 парсек) от Солнца. Видимая звёздная величина звезды — +5,036m.

## Характеристики
Первый компонент — оранжевый гигант или сверхгигант спектрального класса K0,5IIIaCa0,5, или K0,5IIIa, или K0, или K2Iab:, или K2I, или K2II-III. Масса — около 4,681 солнечных, радиус — около 41,145 солнечных, светимость — около 686,601 солнечных. Эффективная температура — около 4370 K.
Второй компонент — коричневый карлик. Масса — около 35,76 юпитерианских. Удалён в среднем на 2,502 а.е..